# Сучков, Валерий Львович
Валерий Львович Сучков (род. 14 февраля 1955 года) — советский пловец в ластах. Мастер спорта СССР международного класса. Первый чемпион мира среди пловцов подводников (1976).

## Карьера
Воспитанник Томской школы подводников, ученик тренера А. М. Тырина.
К 1976 году выступал за Новосибирск.
В 1974 году выиграл международные соревнования «Большой приз Карловых Вар» Чехословакия, в 1975 — победил на 8-м чемпионате Европы, в 1976 — на 1 чемпионате мира.

### Спортивные достижения
5-кратный чемпион мира 1976, 1980 гг.
21-кратный рекордсмен мира.
8-кратный чемпион Европы 1975, 1977, 1979 гг.
Чемпион Спартакиады народов СССР 1975, 1979 гг.
27-кратный чемпион СССР 1975, 1977, 1978, 1981 гг.